# غابات الزان القديمة والبدائية في اوروبا
غابات الزان القديمة والبدائية في منطقة الكاربات ومناطق أخرى من أوروبا هي موقع تراث عالمي طبيعي مشترك عابر للحدود تابع اليونسكو، يضم 93 جزءًا مكونًا (غابات من الزان الأوروبي، Fagus sylvatica) موزعة عبر 18 دولة أوروبية.
تُحافظ هذه المواقع على أكبر وأقل الغابات تضررًا والتي تهيمن عليها أشجار الزان. في العديد من هذه المواقع، خاصة تلك الواقعة في منطقة الكاربات، استمرت غابات الزان دون انقطاع أو تدخل منذ العصر الجليدي الأخير. تمثل هذه المواقع سجلاً لإعادة الانتشار غير المتأثر لما بعد العصر الجليدي.

## منطقة الكاربات
تضم الغابات الأولية للزان في الكاربات عشرة كتل جبلية منفصلة تمتد على طول محور يبلغ طوله 185 كم من جبال راخيف وسلسلة جبال تشورنوهورا في أوكرانيا مرورًا بسلسلة جبال بولونيني (سلوفاكيا) وصولًا إلى جبال فيهورتلات في سلوفاكيا. وتشمل الغابات القديمة للزان في ألمانيا خمسة مواقع تمتد على مساحة 4,391 هكتارًا وأضيفت في عام 2011.
يغطي موقع الكاربات مساحة إجمالية تبلغ 77971.6 هكتار ، منها 29278.9 هكتار فقط تُعتبر جزءًا من المنطقة المحمية الفعلية، بينما الباقي يُصنّف كـ"منطقة عازلة". تقع الغابات الأولية للزان في الكاربات ضمن مناطق زاكارباثيا ومنطقة بريشوف، حيث يقع أكثر من 70% من الموقع في أوكرانيا. تشمل المنطقة متنزهين وطنيين وبعض المناطق المحمية بيئيًا، ومعظمها في سلوفاكيا. يُشكل هذان المتنزهان الوطنيان، جنبًا إلى جنب مع منطقة مجاورة في بولندا، محمية حيوية منفصلة تُعرف بـمحمية الكاربات الشرقية الحيوية.
بالإضافة إلى مواقع هافيشوفا، روزوك، وستوشتشا (وهي جميعها تقع في بوكوفسكي فرخي)، هناك موقع رابع في سلوفاكيا يُدعى كيجوفسكي براليس في فيهورتلات. أما المواقع الأوكرانية فتشمل تشورنوهورا، كوزي-تريبوشاني، ماراماروش، ستوزيتسيا–أوزهوك، سفيدوفيتس، وأوهولكا–شيريكاي لوه. لا يُمكن الوصول إلا إلى عدد قليل من المكونات العشرة للزوار. ستوشتشا هو الموقع الوحيد من بين المواقع الثلاثة في بوكوفسكي فرخي (سلوفاكيا) الذي يحتوي على مسارات للمشي.
في عام 2017، قامت اليونسكو بتوسيع الموقع ليشمل غابات في ألبانيا، النمسا، بلجيكا، بلغاريا، كرواتيا، إيطاليا، رومانيا، سلوفينيا، وإسبانيا.
وفي عام 2021، وسّعت اليونسكو الموقع مرة أخرى ليشمل غابات في البوسنة والهرسك، التشيك، فرنسا، إيطاليا، شمال مقدونيا، بولندا، سلوفاكيا، وسويسرا.
ثم في عام 2023، تم إجراء توسيعات إضافية صغيرة، شملت توسعًا في موقع دورنشتاين-لاسينغتال في النمسا، وإضافة غابة في متنزه باكلينيتسا الوطني في كرواتيا.

## قائمة الأجزاء المكونة

خريطة توزيع Fagus sylvatica في أوروبا (باللون الأخضر)

الأجزاء المكونة المدرجة في الموقع حتى ديسمبر 2023 هي:

## أشكال الحماية
تتداخل أجزاء هذا الموقع بدرجات متفاوتة مع مناطق محمية متنوعة مثل المنتزهات الوطنية، المحميات الطبيعية، وشبكة ناتورا 2000.
الاختصارات:

C – عدد الأجزاء المكونة في العنقود المحدد

N – متداخل مع مناطق ناتورا 2000
| الدولة          | العنقود المكون              | C | المنطقة المحمية | N   | المنطقة                                                  |
| --------------- | --------------------------- | - | --- | --- | -------------------------------------------------------- |
| ألبانيا         | لومي إي غاشيت               | 1 | محمية طبيعية صارمة لنهر غاشي |     | كوكس                                                     |
| ألبانيا         | رايجا                       | 1 | منتزه شيبينيك–جابلانيكا الوطني |     | إلباسان                                                  |
| النمسا          | دورنشتاين-لاسينغتال         | 1 | منطقة البرية دورنشتاين | نعم | النمسا السفلى                                            |
| النمسا          | كالكالبين                   | 4 | منتزه كالكالبين الوطني | نعم | النمسا العليا                                            |
| بلجيكا          | غابة سونيان                 | 5 | 3 محميات صارمة داخل المناظر الطبيعية المحمية لغابة سونيان – “جوزيف زوينيبول”، غريبينسديل، وتيكتون                                                         | نعم | فلاندرز، بروكسل، والونيا                                 |
| البوسنة والهرسك | براشومة جانج                | 1 | محمية طبيعية صارمة لبراشومة جانج |     | كرايينا البوسنية                                         |
| بلغاريا         | البلقان المركزي             | 9 | 9 محميات صارمة داخل منتزه البلقان المركزي الوطني – بواتين، دزنديما، كوزيا ستيينا، بيشتي سكالي ، سيفيرن دزنديما، سوكولنا، ستارا ريكا، ستينيتو، وتساريتشينا | نعم | لوفش، بلوفديف، ستارا زاغورا، غابروفو (وسط جبال البلقان)  |
| كرواتيا         | هايدوتشي وروجانسكي كوكوفي   | 1 | محمية صارمة داخل منتزه شمال فيليبت الوطني | نعم | ليكا-سينج                                                |
| كرواتيا         | منتزه باكلينيتسا الوطني     | 2 | منتزه باكلينيتسا الوطني | نعم | ليكا-سينج، زادار (منطقة دينارية أو جبال الألب الدينارية) |
| جمهورية التشيك  | جبال جيسر                   | 1 | محمية طبيعية وطنية جبال جيسر | نعم | ليبيريتس                                                 |
| فرنسا           | شابيتغ                      | 1 | محمية شابيتغ–بيتي–بيوتش الطبيعية الصارمة | نعم | بروفانس-آلب-كوت دازور                                    |
| فرنسا           | غراند فنتغون                | 1 | محمية غراند فنتغون الطبيعية الوطنية | نعم | غراند إيست                                               |
| فرنسا           | ماساني                      | 1 | محمية ماساني الطبيعية الوطنية | نعم | أوكيتانيا                                                |
| ألمانيا         | غرومسين                     | 1 | محمية شورفهايده-تشورين الحيوية | نعم | براندنبورغ                                               |
| ألمانيا         | هاينيش                      | 1 | منتزه هاينيش الوطني | نعم | تورينغن                                                  |
| ألمانيا         | ياسموند                     | 1 | منتزه ياسموند الوطني | نعم | ميكلنبورغ-فوربومرن                                       |
| ألمانيا         | كيلروالد                    | 1 | منتزه كيلروالد-إدرس الوطني | نعم | هيس                                                      |
| ألمانيا         | سيراهن                      | 1 | منتزه ميوريتس الوطني | نعم | ميكلنبورغ-فوربومرن                                       |
| إيطاليا         | أبروتسو، لاتسيو وموليزي     | 5 | منتزه أبروتسو، لاتسيو وموليزي الوطني | نعم | أبروتسو                                                  |
| إيطاليا         | غابة أومبرا (Foresta Umbra) | 2 | محميات صارمة داخل منتزه غارغانو الوطني – سفيلزي، فالاسكوني وغابة أومبرا                                                                                   | نعم | أبوليا                                                   |
| إيطاليا         | مونتي تشيمينو               | 1 | نصب طبيعي إقليمي ومحمية بلدية صارمة | نعم | لاتسيو                                                   |
| إيطاليا         | مونتي راسكيو                | 1 | منتزه طبيعي إقليمي براشيانو-مارتينيانو | نعم | لاتسيو                                                   |
| إيطاليا         | منتزه بولينو الوطني         | 2 | محميات صارمة كوزو فيرييرو وبولينيلو داخل منتزه بولينو الوطني                                                                                              | نعم | كالابريا، باسيليكاتا                                     |
| إيطاليا         | ساسو فراتينو                | 1 | محمية صارمة ساسو فراتينو في منتزه غابات كاسنتينزي، مونتي فالترونا وكامبينيا الوطني                                                                        | نعم | إميليا-رومانيا، توسكانا                                  |
| إيطاليا         | وادي إنفرنال                | 1 | محمية صارمة وادي إنفرنال داخل منتزه أسبومونتي الوطني | نعم | جنوب كالابريا                                            |

* يمكن تحديث البيانات والإحداثيات أو إضافة المزيد حسب الحاجة.

## القائمة المؤقتة
تم إدراج هذه الغابة ضمن القائمة المؤقتة كمقترح لتوسيع موقع الغابات القديمة والأولية للزان في الكاربات ومناطق أخرى في أوروبا:
الجبل الأسود
- محمية الغابة البكر داخل منتزه بيوغراتسكا غورا الوطني

صربيا
- فروشكاغورا، كوباونك، تارا

## معرض الصور

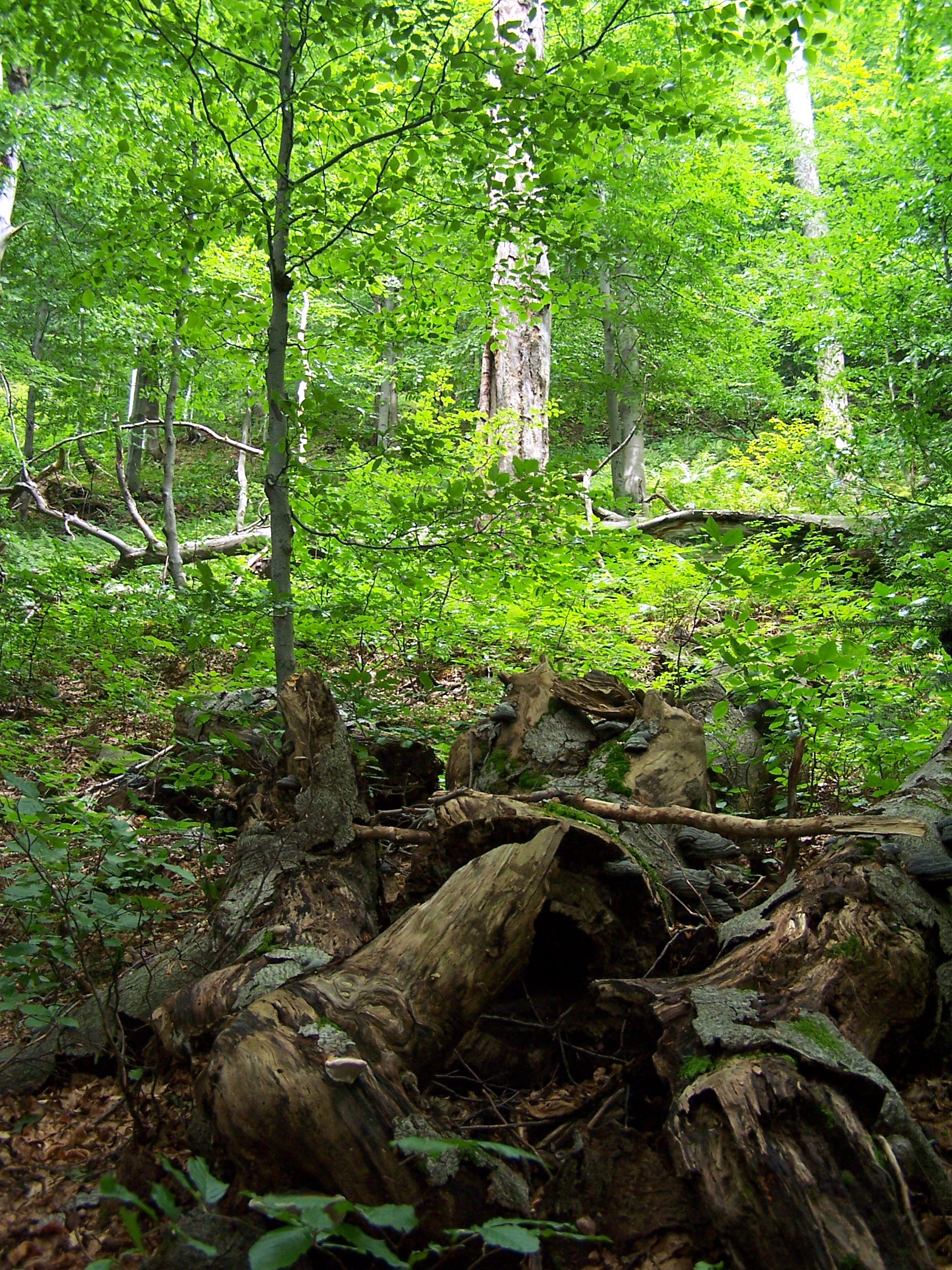
غابة في ستوجيتسا
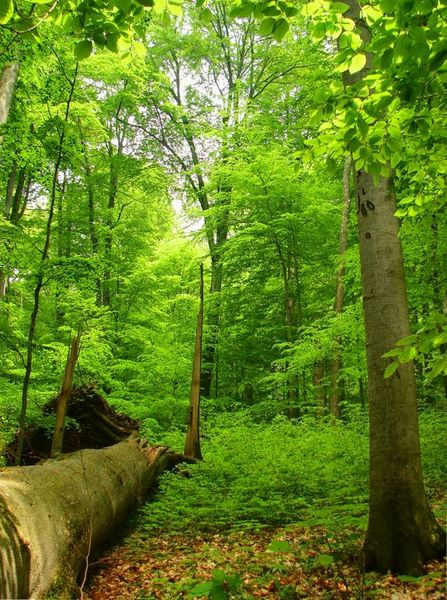
هافيشوفا
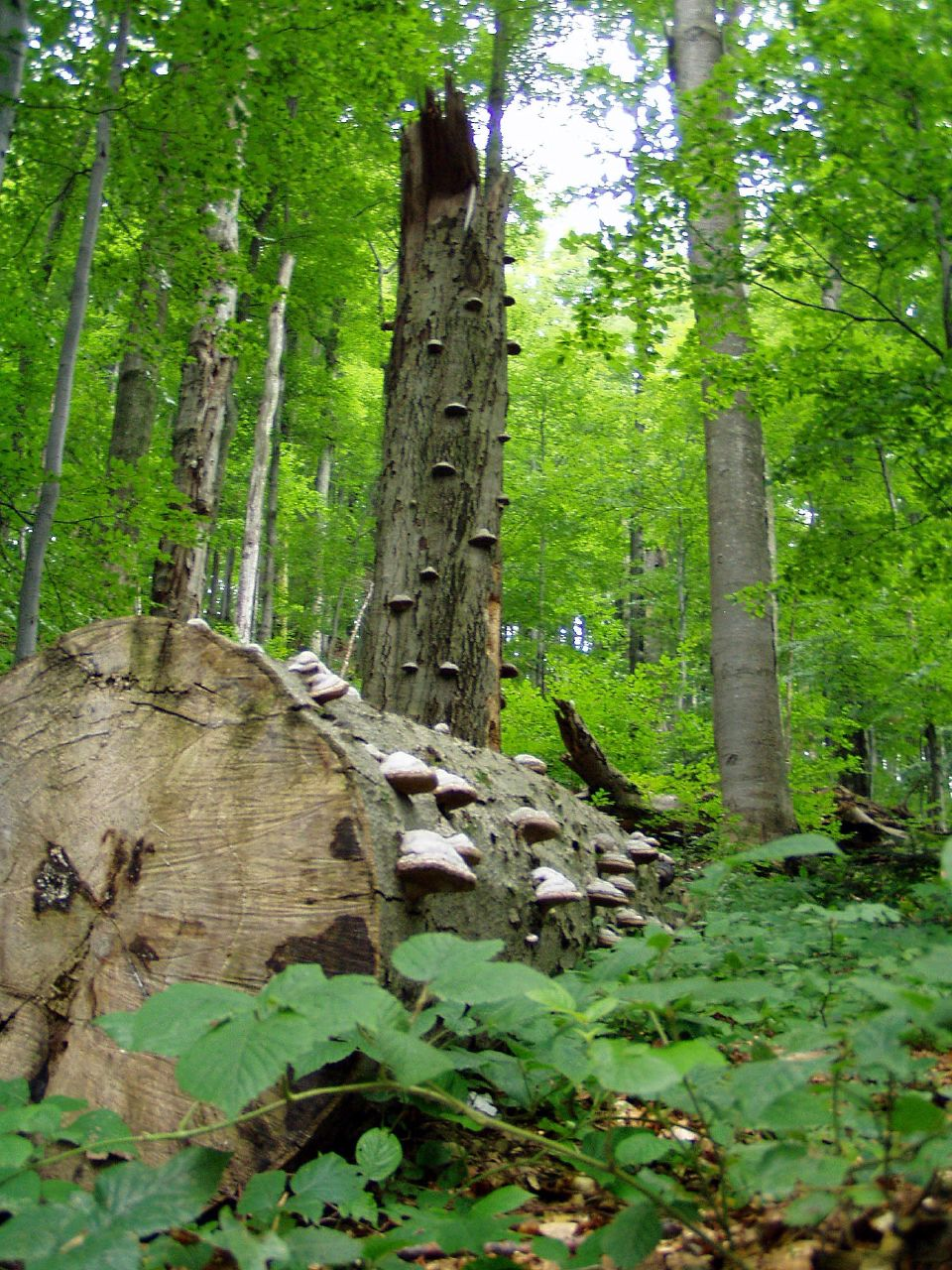
ستوجيتسا
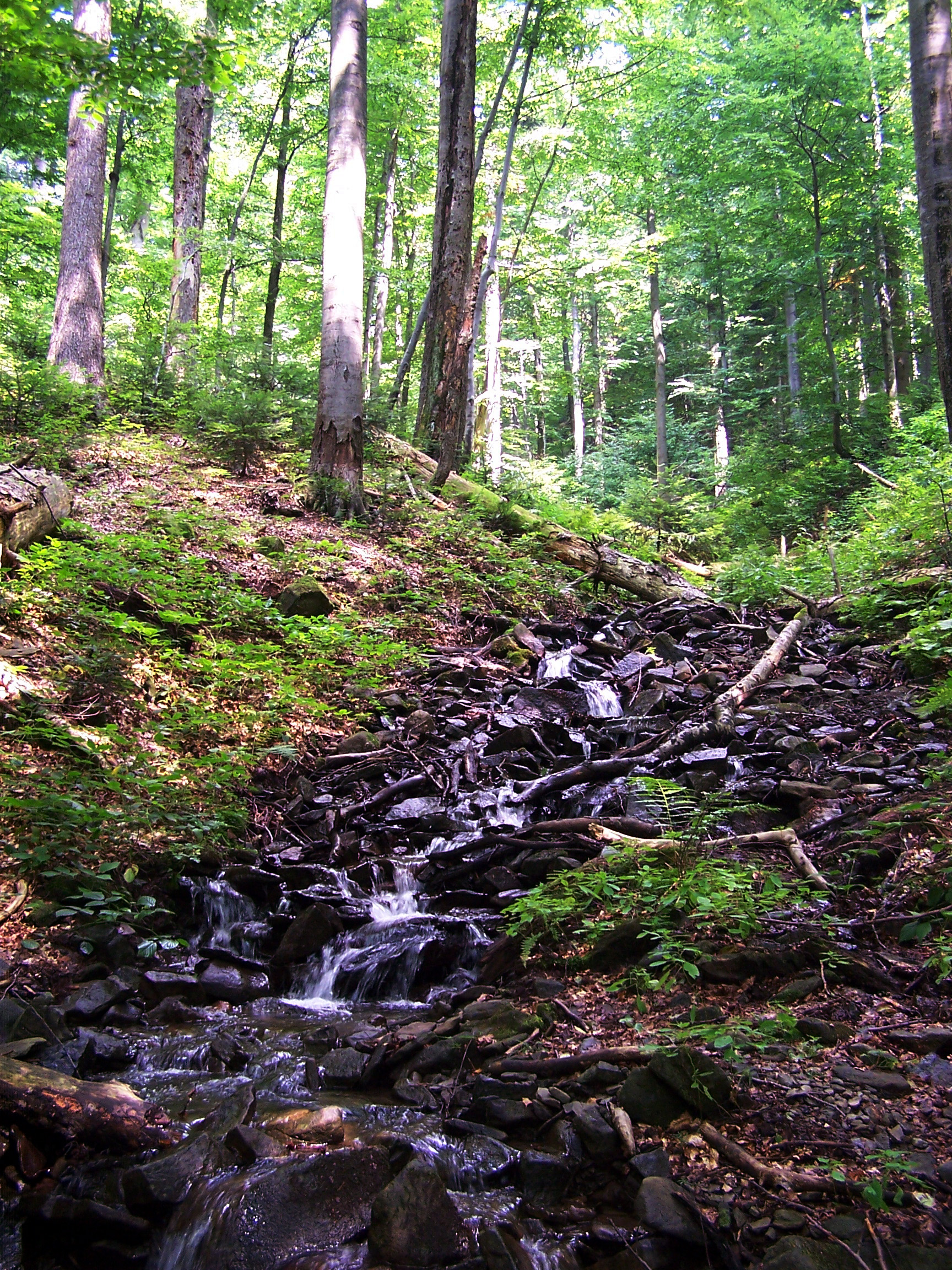
جدول مياه عذبة في ستوجيتسا
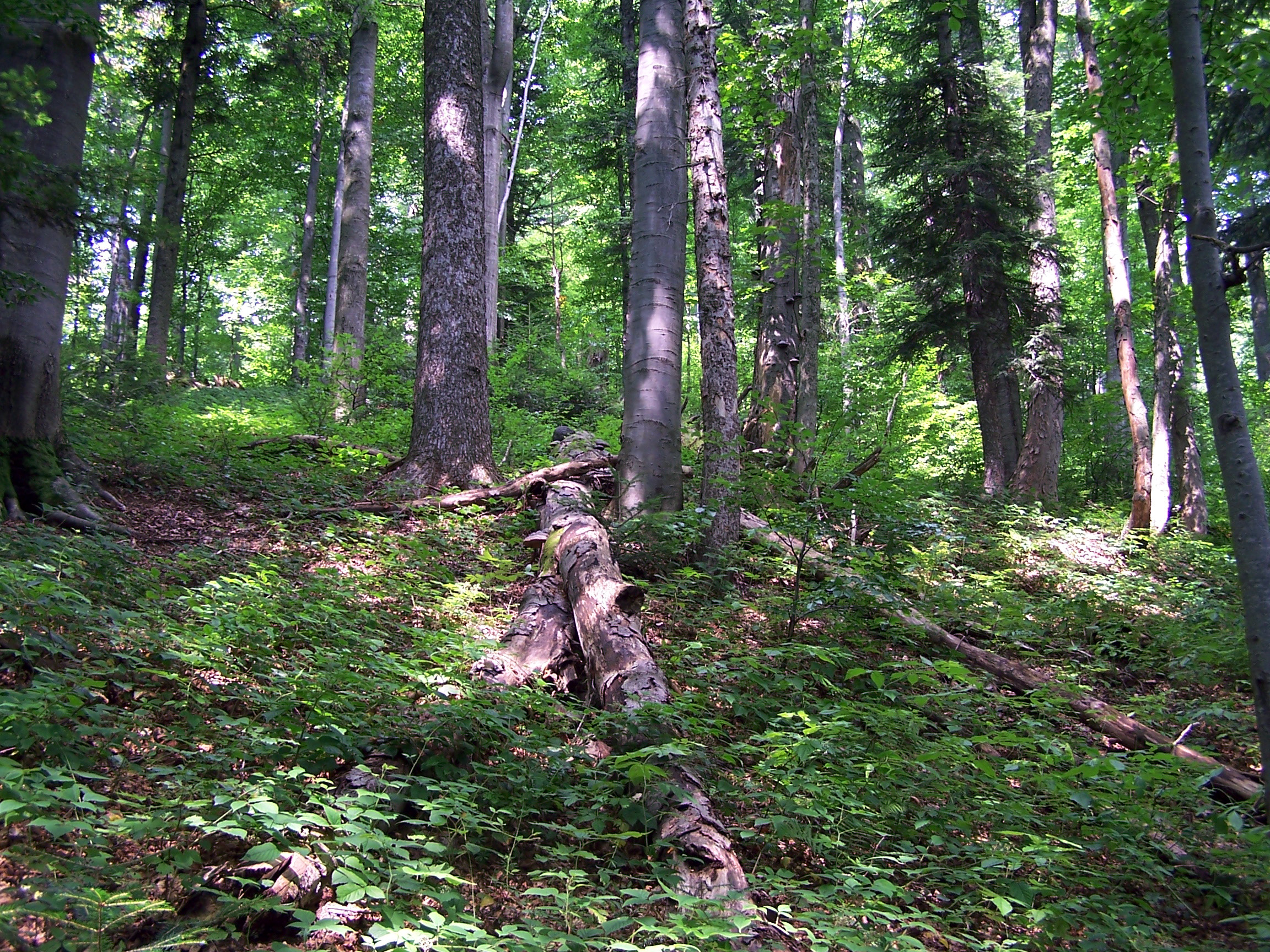
ستوجيتسا
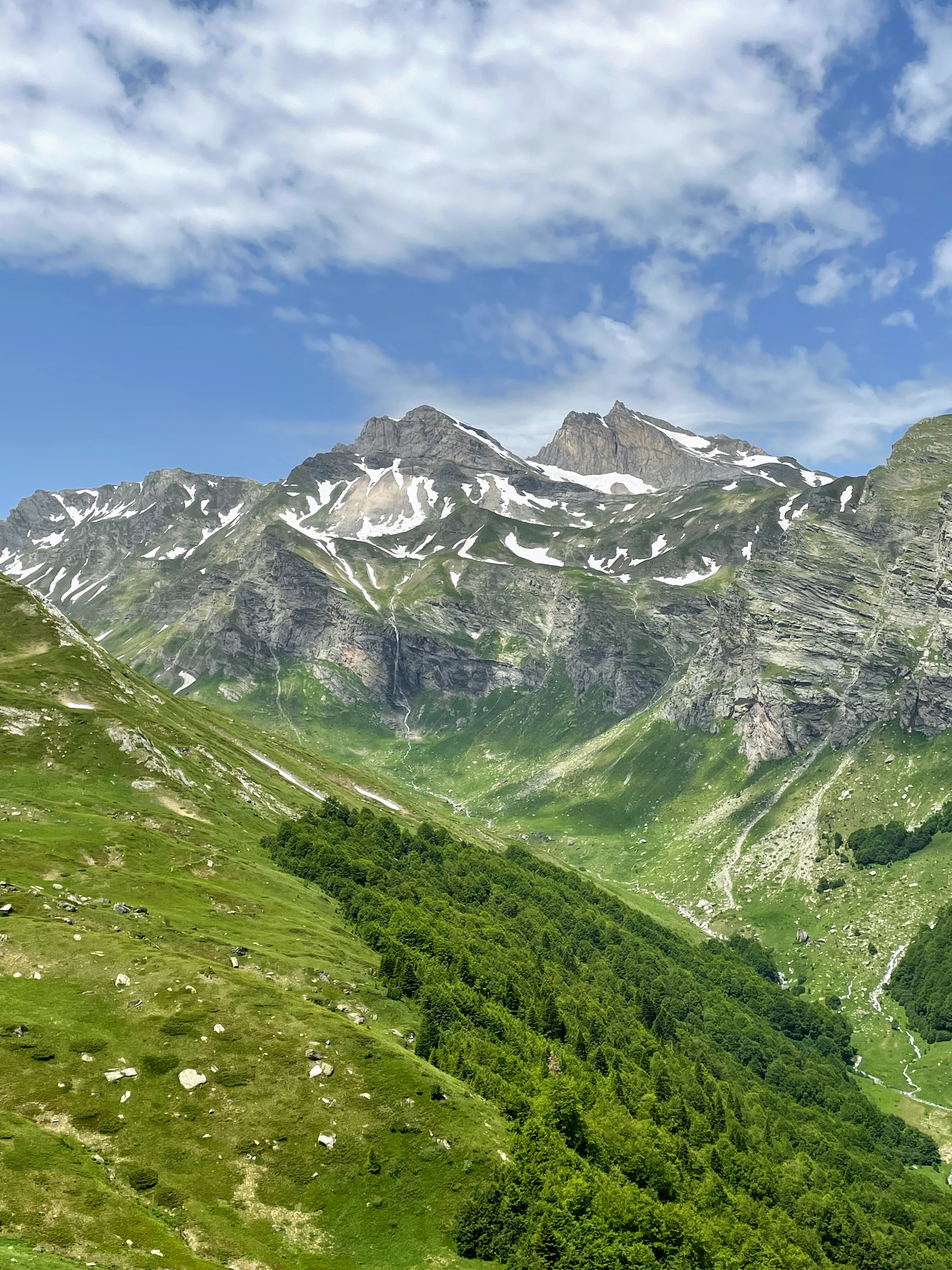
وادي نهر دلابوكا في مقدونيا

## روابط خارجية
"الغابات القديمة والأولية من الزان في الكاربات ومناطق أخرى في أوروبا". مركز التراث العالمي لليونسكو. مؤرشف من الأصل في 2025-01-27. اطلع عليه بتاريخ 2008-09-28.